# كورسيكا العليا

خارطة الإقليم

قـُرْشِقَة أو قَرْسَقَة أو كُرْسِكة أو كُرْس العليا أو أُت كُرْس (نقحرة: أُوت كورس) (بالفرنسية: Haute corse)‏: هو إقليم فرنسي تابع لمنطقة كورسيكا . بلغ عدد سكانه 184,665 نسمة عام 2021.